# Wurzacher Ried (Vogelschutzgebiet)
Das Gebiet Wurzacher Ried ist ein 2007 eingerichtetes und mit Verordnung vom 5. Februar 2010 durch das Ministerium für Ernährung und Ländlichen Raum festgelegtes Europäisches Vogelschutzgebiet (Schutzgebietskennung DE-8025-401) im baden-württembergischen Landkreis Ravensburg.

## Lage
Das rund 1.800 Hektar große Vogelschutzgebiet Wurzacher Ried liegt nördlich der Stadt Bad Wurzach, westlich und östlich der Bundesstraße 465, zwischen Dietmanns im Nordosten und Haidgau im Südwesten, auf einer Höhe von rund 655 m ü. NN. Es ist fast deckungsgleich mit dem Naturschutzgebiet Wurzacher Ried, einem der bedeutendsten Hochmoorgebiete Süddeutschlands, und zugleich das drittgrößte zusammenhängende Moorgebiet in Baden-Württemberg.

## Beschreibung
Beschrieben wird das Gebiet Wurzacher Ried als „großer Moorkomplex mit naturnahen und natürlichen Nieder-, Zwischen- und Hochmoorbereichen, naturnahen Moorbächen, Moorwäldern, Quellseen sowie Grünland, Hochmooren mit Bergkiefern in den Randbereichen“.

### Lebensraumklassen
|                                      |                                      |  |      |      |
| Feuchtes und mesophiles Grünland     | Feuchtes und mesophiles Grünland     |  | 5 %  | 5 %  |
| Binnengewässer, stehend und fließend | Binnengewässer, stehend und fließend |  | 40 % | 40 % |
| Moore, Sümpfe, Uferbewuchs           | Moore, Sümpfe, Uferbewuchs           |  | 44 % | 44 % |
| Melioriertes Grünland                | Melioriertes Grünland                |  | 10 % | 10 % |
| Anderes Ackerland                    | Anderes Ackerland                    |  | 1 %  | 1 %  |
|                                      |                                      |  |      |      |

## Bedeutung
Das Schutzgebiet, ein vermoortes Becken zwischen Würm- und Rißendmoräne mit zum Teil bis zu zwölf Meter mächtigen Torfschichten und Zeugnissen für frühere Nutzungen (bäuerliche Torfstiche, industrieller Torfabbau, extensive
Streuwiesennutzung), der größte intakte Hochmoorschild Mitteleuropas, ist das bedeutendste Brutvorkommen der Bekassine in Baden-Württemberg und wichtiges Brutgebiet für Feuchtgebietsarten.

## Schutzzweck
Die gebietsbezogenen Erhaltungsziele sind je nach Art unterschiedlich beschrieben:

### Brutvögel
Brutvogelarten, die im Anhang I der Vogelschutzrichtlinie aufgelistet und für die in ganz Europa besondere Maßnahmen anzuwenden sind. In diese Kategorie fallen in Baden-Württemberg insgesamt 39 Arten.

#### Grauspecht(Picus canus)

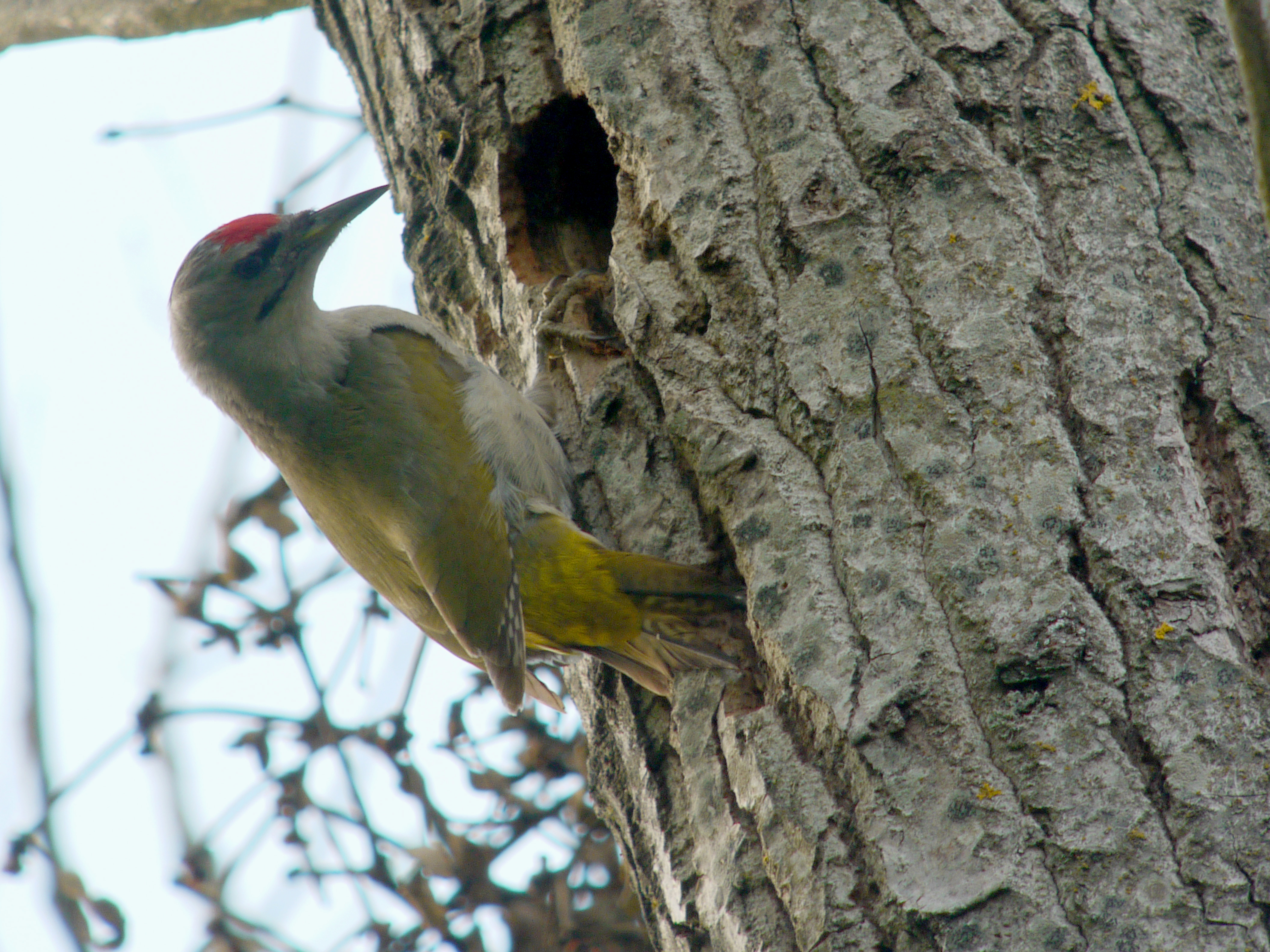
Grauspecht

Erhaltung von reich strukturierten lichten Laub- und Laubmischwäldern mit Offenflächen zur Nahrungsaufnahme, von Auenwäldern, von extensiv bewirtschafteten Streuobstwiesen, Erhaltung der Magerrasen, mageren Mähwiesen oder Viehweiden, Erhaltung von Randstreifen, Rainen, Böschungen und gesäumten gestuften Waldrändern, von Altbäumen und Altholzinseln, von Totholz, insbesondere von stehendem Totholz, Erhaltung der Bäume mit Großhöhlen sowie des Nahrungsangebots.

#### Wachtelkönig(Crex crex)

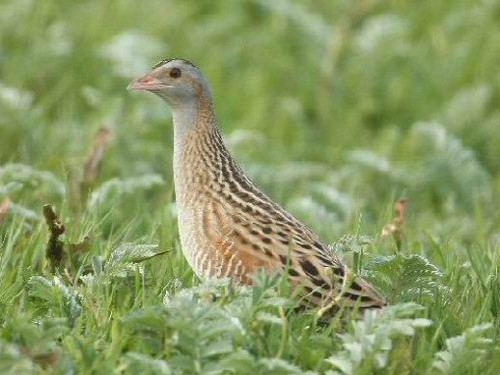
Wachtelkönig

Erhaltung von strukturreichem und extensiv genutztem Grünland, insbesondere mit Streuwiesen oder Nasswiesen, von Mauser- und Ausweichplätzen wie Gras-, Röhricht- und Staudensäume, Brachen, von einzelnen niedrigen Gebüschen und Feldhecken, von Bewirtschaftungsformen mit später Mahd ab dem 15. August, von frischen bis nassen Bodenverhältnissen, Erhaltung der Lebensräume ohne Gefahrenquellen wie Freileitungen, des Nahrungsangebots, insbesondere mit Insekten, Schnecken und Regenwürmern sowie Erhaltung störungsfreier oder zumindest störungsarmer Fortpflanzungsstätten während der Fortpflanzungszeit vom 15. April bis zum 15. August.

#### Wespenbussard(Pernis apivorus)

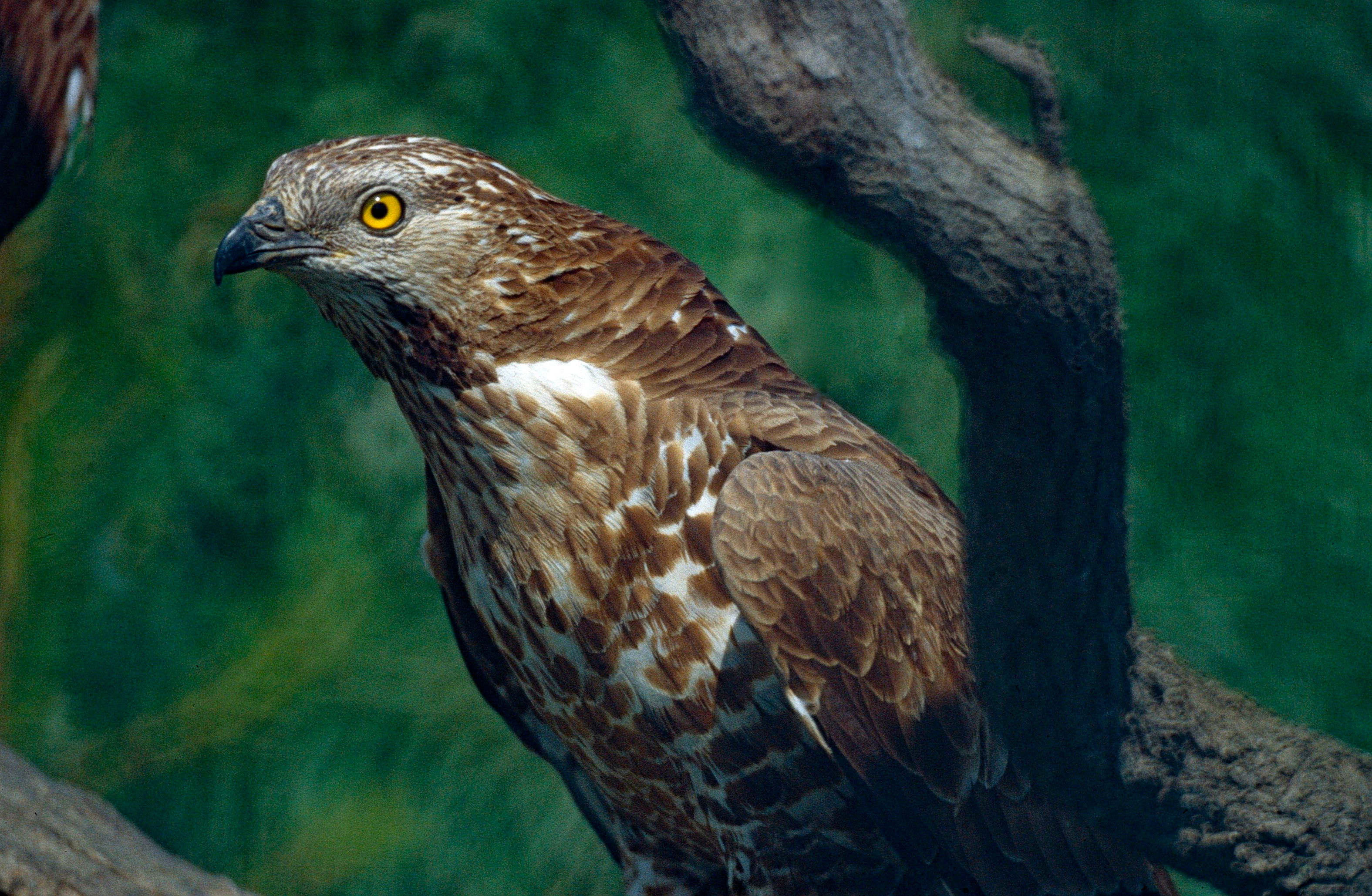
Wespenbussard

Erhaltung von vielfältig strukturierten Kulturlandschaften, lichten Laub- und Misch- sowie Kiefernwäldern, Feldgehölzen, extensiv genutztem Grünland, Altholzinseln und alten, großkronigen Bäumen mit freier Anflugmöglichkeit, Erhaltung der Magerrasen, Bäumen mit Horsten, Erhaltung des Nahrungsangebots, insbesondere mit Staaten bildenden Wespen und Hummeln sowie Erhaltung störungsfreier oder zumindest störungsarmer Fortpflanzungsstätten während der Fortpflanzungszeit vom 1. Mai bis zum 31. August.

#### Ziegenmelker(Caprimulgus europaeus)

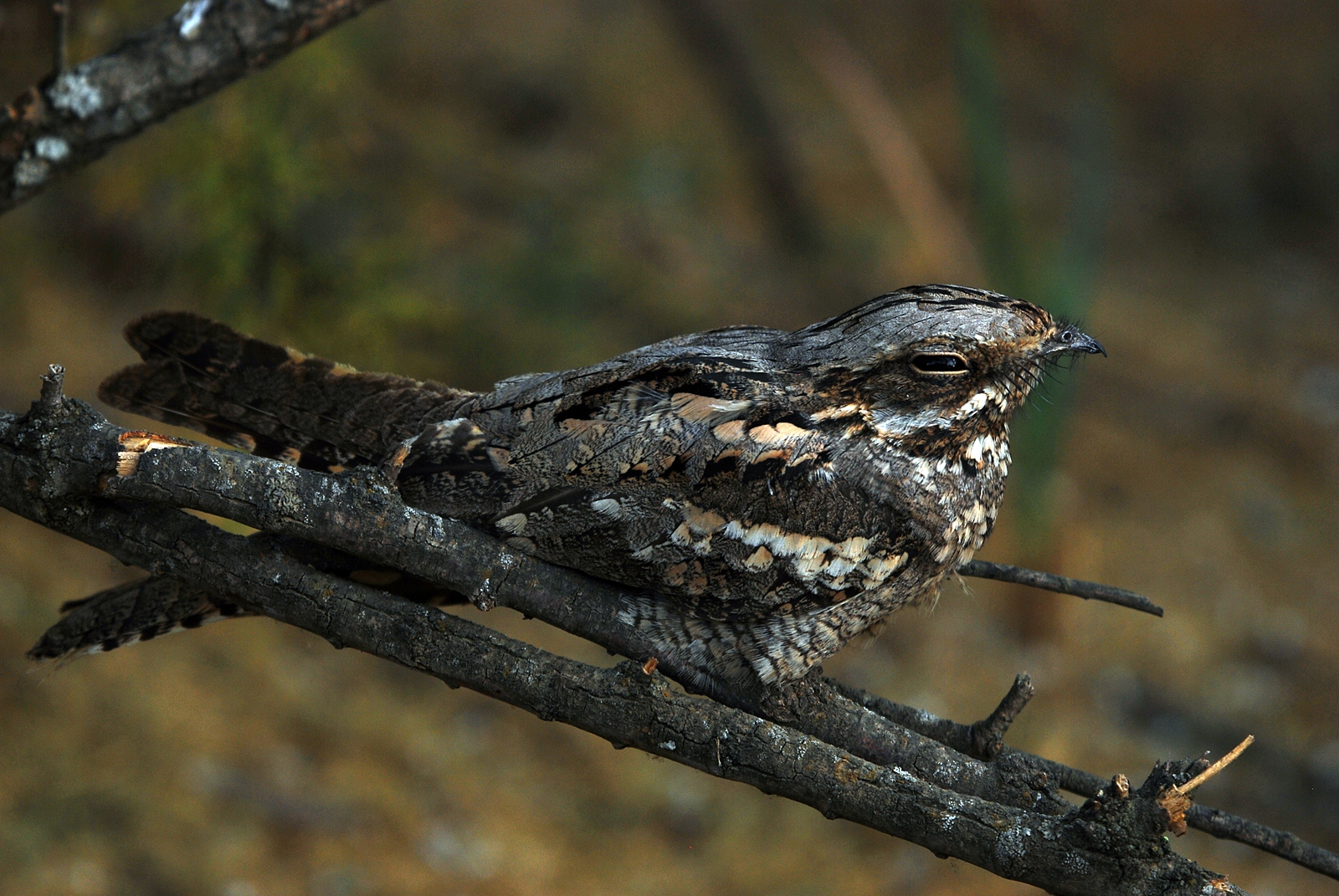
Ziegenmelker

Erhaltung von lichten Waldbeständen vor allem auf sandigen Standorten, von größeren offenen Bereichen wie Lichtungen, Pionierwaldstadien und Schneisen im Wald, von breiten Wegsäumen im Wald, von Rohbodenflächen und Flächen mit niedrigem Bewuchs, von einzelnen freistehenden Kiefern innerhalb der offenen Bereiche im Wald, Erhaltung des Nahrungsangebots, insbesondere mit nachtaktiven Fluginsekten sowie Erhaltung störungsfreier oder zumindest störungsarmer Fortpflanzungsstätten während der Fortpflanzungszeit (1. Mai – 31. August).
Der Ziegenmelker kommt im Wurzacher Ried seit der Beendigung des Torfabbaus und der Wiedervernässung nicht mehr vor.

### Zugvögel
Weitere, nicht in Anhang I aufgelistete Zugvogelarten, die im Land brüten und für die Schutzgebiete ausgewählt wurden. In diese Kategorie fallen in Baden-Württemberg insgesamt 36 Arten.

#### Baumfalke(Falco subbuteo)

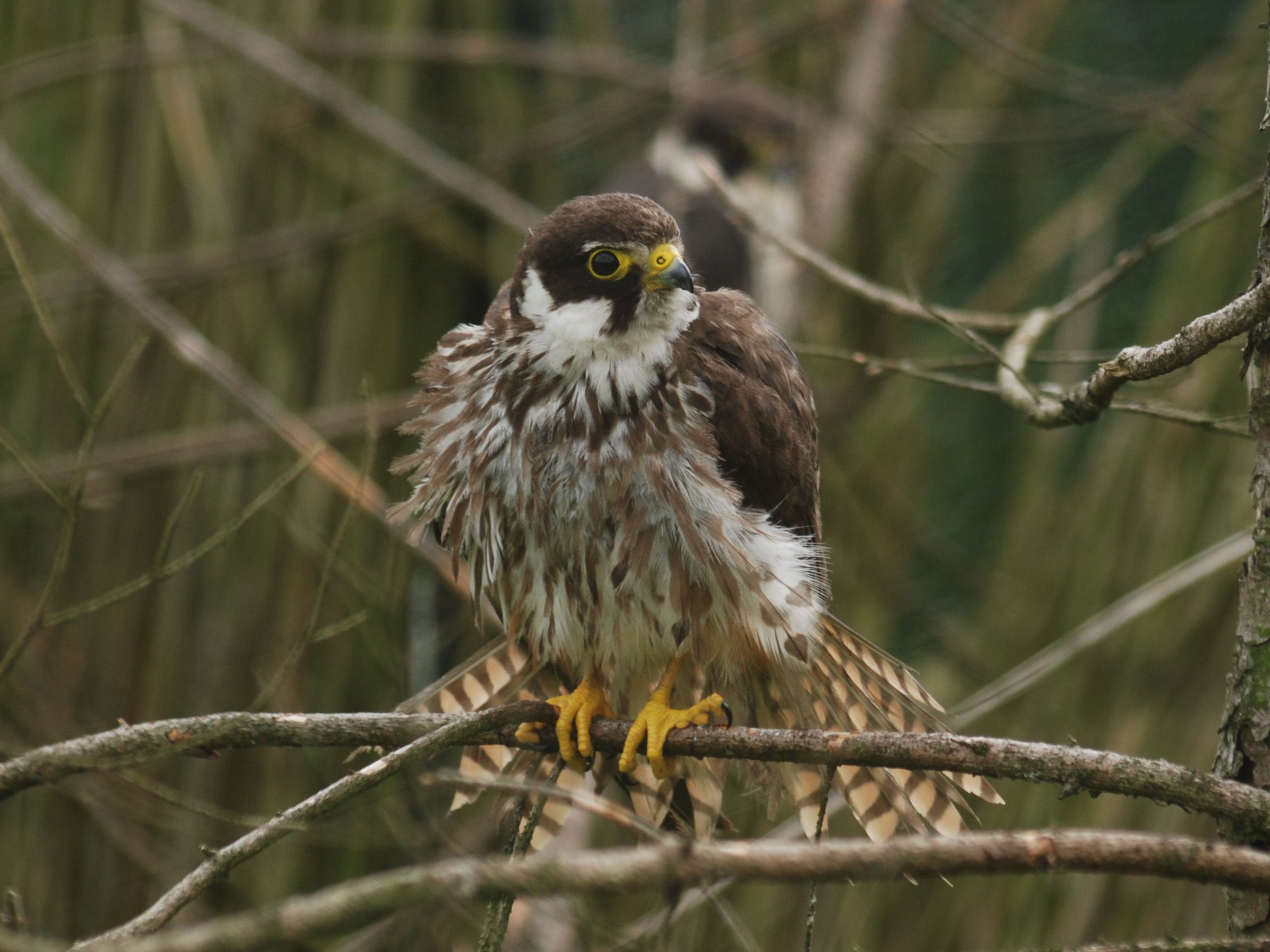
Baumfalke

Erhaltung von lichten Wäldern mit angrenzenden offenen Landschaften, von Altbäumen und Altholzinseln, von Überhältern, von Feldgehölzen oder Baumgruppen in Feldfluren oder entlang von Gewässern, von extensiv genutztem Grünland, von Gewässern mit strukturreichen Uferbereichen und Verlandungszonen, von Nistgelegenheiten wie Krähennester, des Nahrungsangebots, insbesondere mit Kleinvögeln und Großinsekten sowie störungsfreier oder zumindest störungsarmer Fortpflanzungsstätten während der Fortpflanzungszeit vom 15. April bis zum 15. September.

#### Bekassine(Gallinago gallinago)

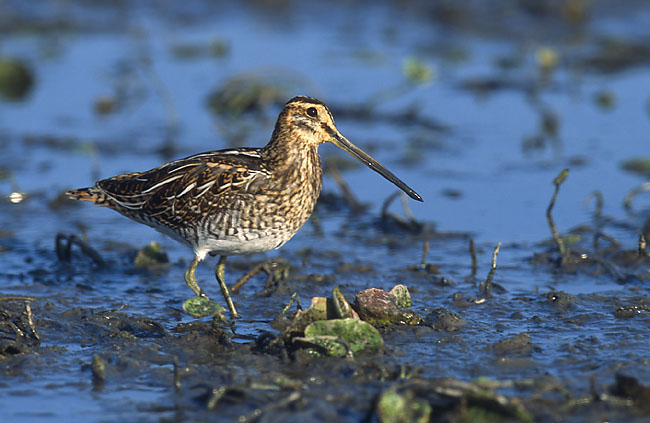
Bekassine

Erhaltung der Feuchtwiesenkomplexe, insbesondere mit Streuwiesen oder extensiv genutzten Nasswiesen, der naturnahen Moore, der Verlandungszonen stehender Gewässer mit lichtem Schilfröhricht oder Seggenrieden, der Lebensräume ohne Gefahrenquellen wie Freileitungen, Erhaltung von zeitweise überschwemmten Senken, nassen Ackerbereichen und ständig Wasser führenden Gräben, von Gras-, Röhricht- und Staudensäumen sowie Erhaltung störungsfreier oder zumindest störungsarmer Fortpflanzungsstätten während der Fortpflanzungszeit vom 15. Februar bis zum 15. August.

#### Berglaubsänger(Phylloscopus bonelli)

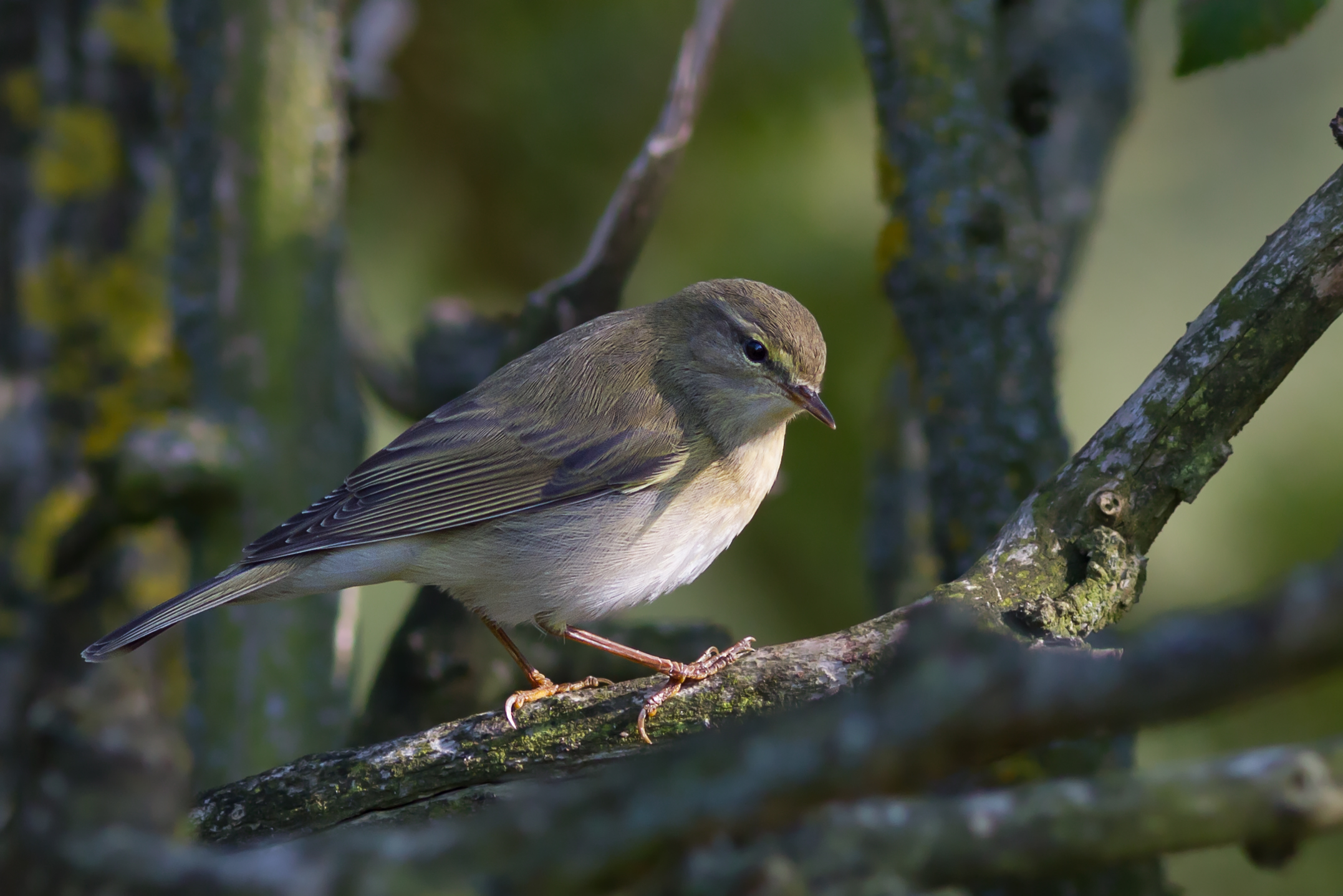
Berglaubsänger

Erhaltung von lichten, stufig aufgebauten Waldbeständen an warmen, südexponierten, steil abfallenden Hängen mit Felspartien sowie Steinschutthalden oder Erosionsstellen mit spärlicher Strauchschicht und reichlicher Krautschicht, der Steppenheidegebiete mit spärlichem Baumbestand, wechselnder Strauchschicht und geschlossener Kurzrasendecke sowie störungsfreier oder zumindest störungsarmer Fortpflanzungsstätten während der Fortpflanzungszeit zwischen dem 15. April und dem 15. August.

#### Drosselrohrsänger(Acrocephalus arundinaceus)

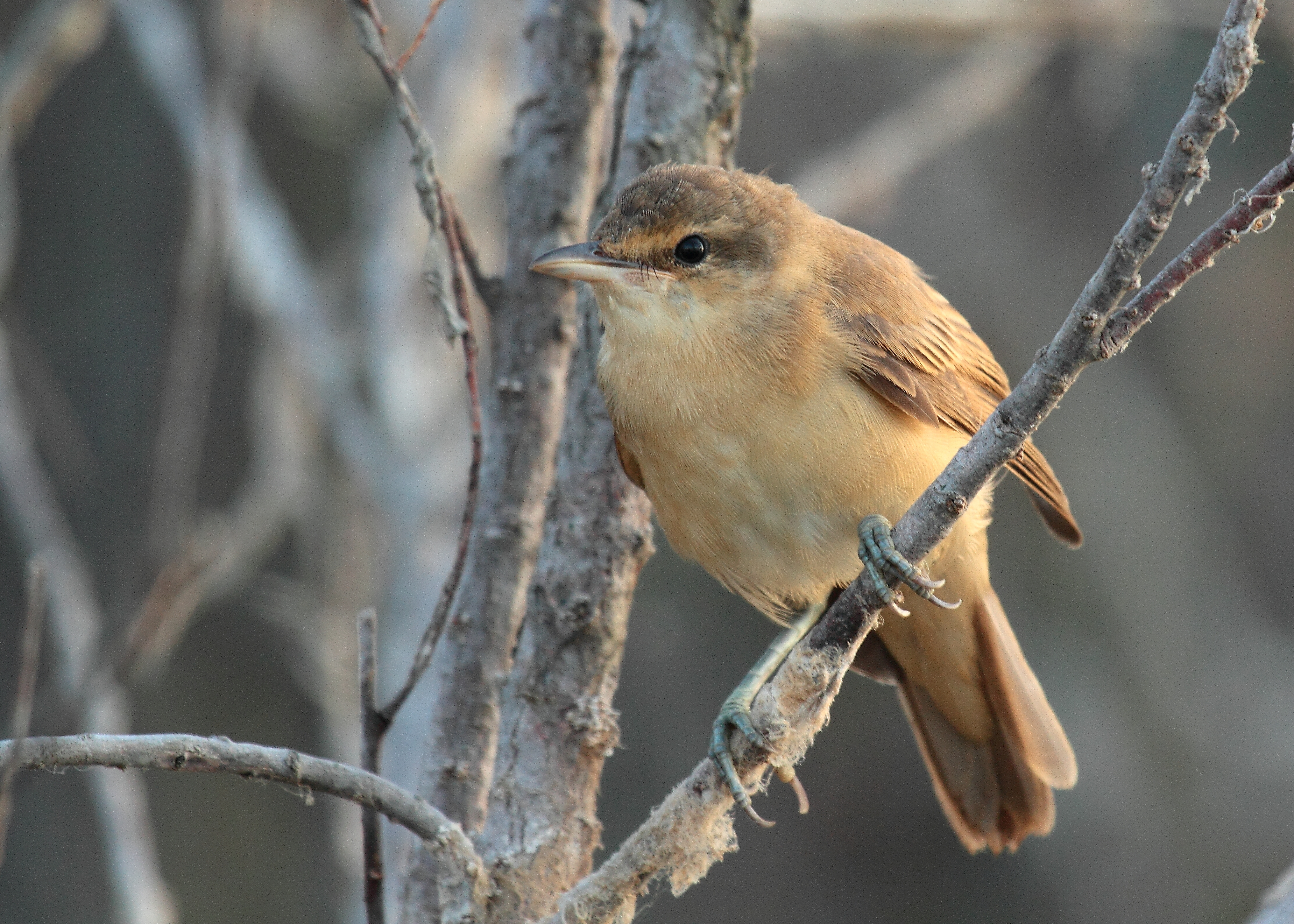
Drosselrohrsänger

Erhaltung der wasserständigen Röhrichte mit angrenzenden offenen Wasserflächen, insbesondere Schilfröhrichte mit unterschiedlicher Altersstruktur und stabilen Halmen, Erhaltung von langen Röhricht-Wasser-Grenzlinien wie sie durch Buchten, Schilfinseln und offene Wassergräben sowie kleinere freie Wasserflächen innerhalb der Röhrichte zustande kommen, von Sekundärlebensräumen wie Regenüberlaufbecken mit vorgenannten Lebensstätten, Erhaltung des Nahrungsangebots, insbesondere mit größeren Insekten sowie Erhaltung störungsfreier oder zumindest störungsarmer Fortpflanzungsstätten während der Fortpflanzungszeit (1. Mai bis 31. August).

#### Krickente(Anas crecca)

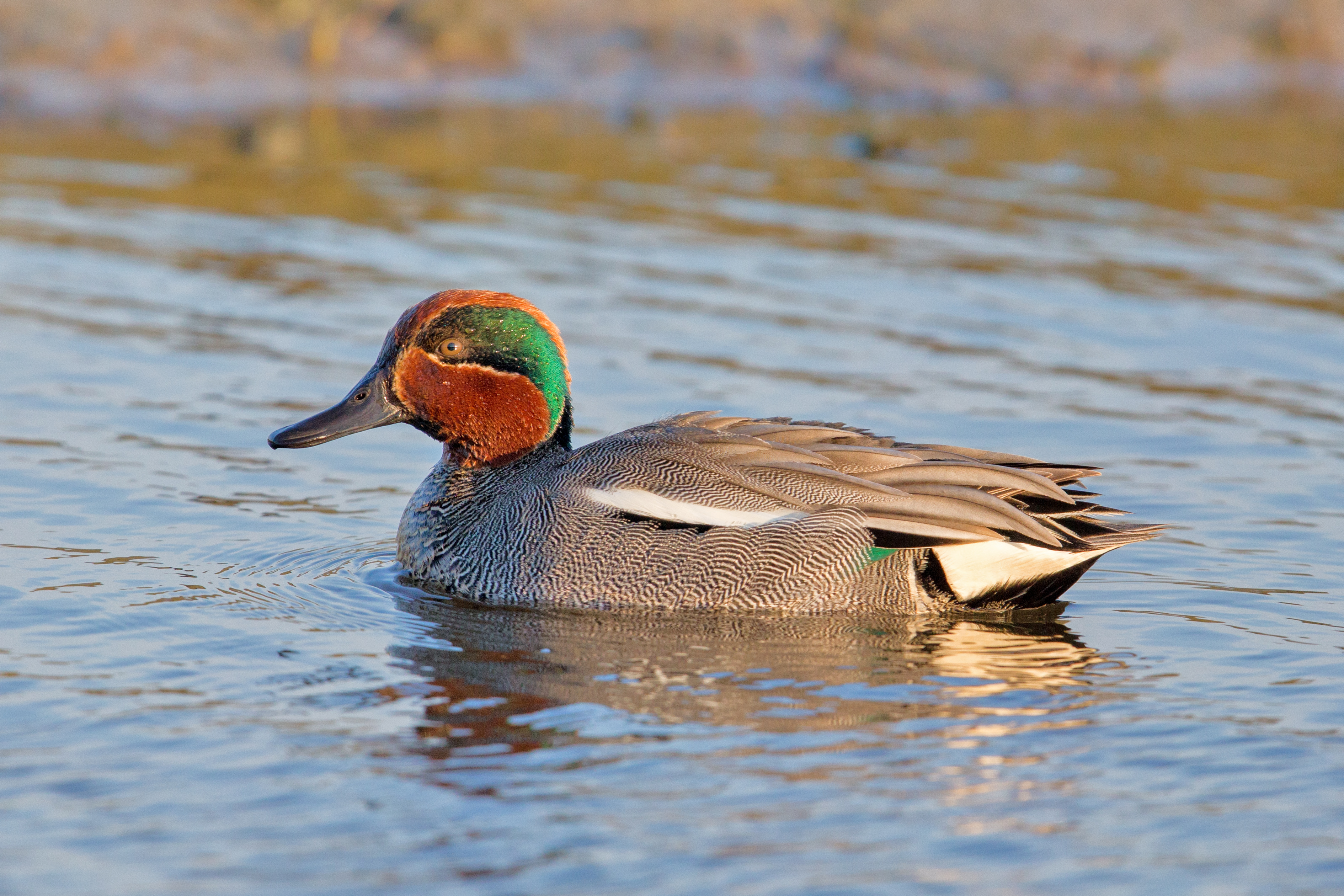
Krickente

Erhaltung der eutrophen vegetationsreichen Flachwasserseen, Kleingewässer und von Wasser führenden Feuchtwiesengräben, der langsam fließenden Gewässer mit Flachwasserzonen, der vegetationsreichen Moorseen, der Verlandungsbereiche mit Röhrichten, Seggenrieden, wasserständigen Gehölzen, Schlickflächen und Flachwasserzonen, Erhaltung von Sekundärlebensräumen wie aufgelassene Abbaustätten mit vorgenannten Lebensstätten sowie Erhaltung störungsfreier oder zumindest störungsarmer Fortpflanzungs- bzw. Mauserstätten während der Brut- und Aufzuchtszeit (15. März bis 31. August) sowie der Mauser (1. Juli bis 30. September).

#### Löffelente(Anas clypeata)

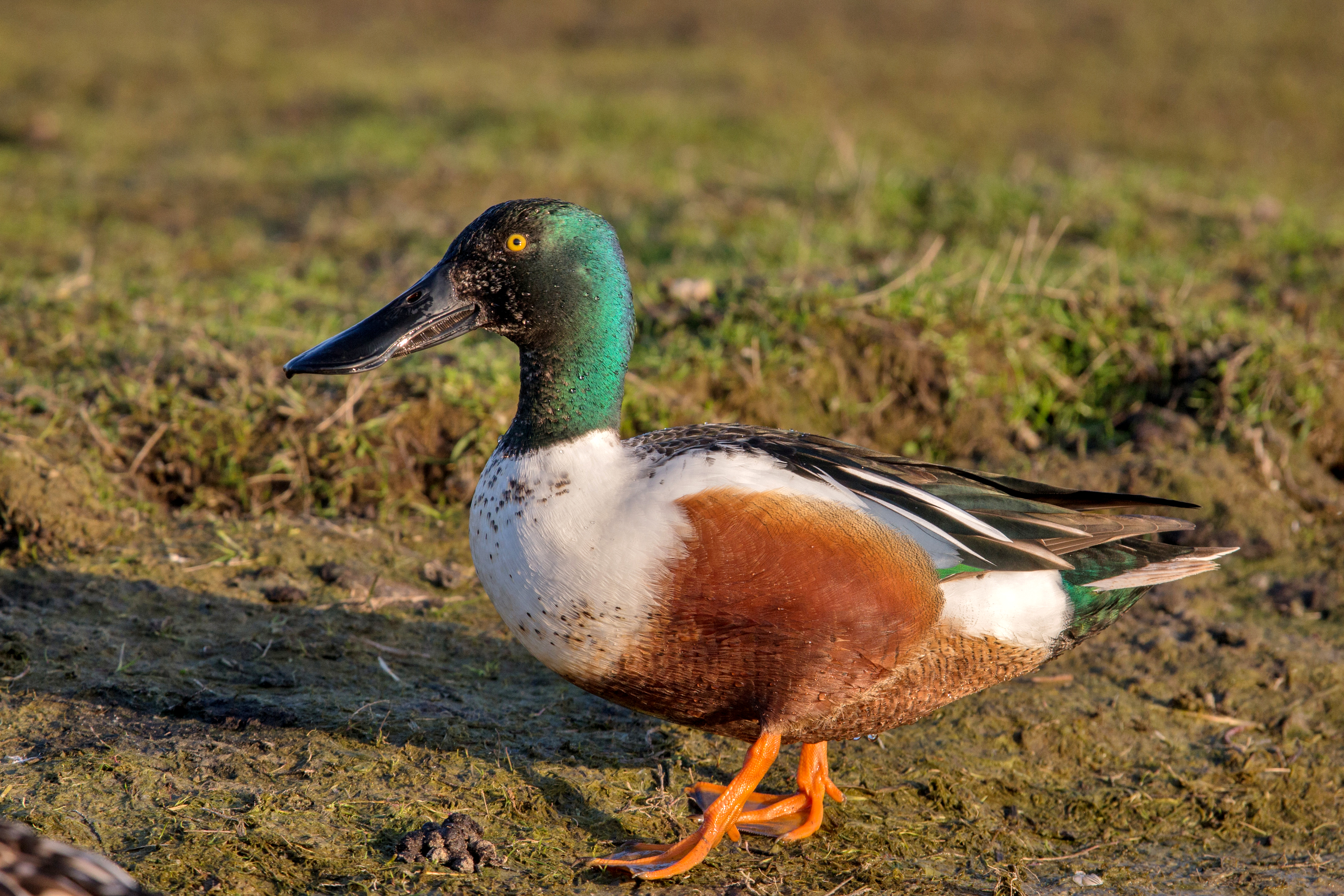
Löffelente

Erhaltung des eutrophen vegetationsreichen Flachwassersees, der Kleingewässer und von Wasser führenden Feuchtwiesengräben, Erhaltung der Verlandungsbereiche mit Röhrichten, Seggenrieden, Schlickflächen und Flachwasserzonen sowie Erhaltung störungsfreier oder zumindest störungsarmer Fortpflanzungs- bzw. Mauserstätten während der Brut- und Aufzuchtszeit (15. April bis 15. September) sowie der Mauser (15. Juli bis 15. September).

#### Nördlicher Raubwürger(Lanius excubitor)

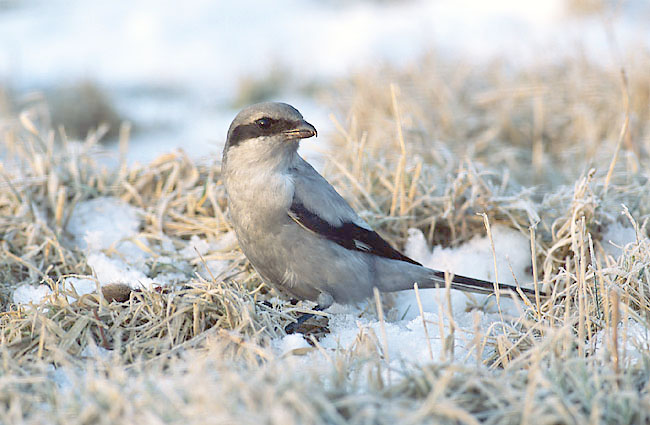
Nördlicher Raubwürger

Erhaltung von ausgedehnten extensiv bewirtschafteten Streuobstwiesen mit zahlreichen Büschen, von Heckengebieten mit den dortigen Kleinstrukturen wie Steinriegelhecken, kleinflächige Brachen, sumpfige Senken, Einzelbüsche und -bäume, unbefestigte Feldwege, Erhaltung der beweideten Wacholderheiden mit Busch- und Baumgruppen, Erhaltung von magerem Grünland, von Ödland- und Bracheflächen sowie Saumstreifen, Erhaltung der Moore mit Büschen und Bruchwaldinseln, der quelligen Stellen und sumpfigen Senken, Erhaltung von unzerschnittenen Landschaften, insbesondere ohne befestigte Wege und Straßen, Erhaltung des Nahrungsangebots, insbesondere mit Kleinsäugern und Großinsekten sowie Erhaltung störungsfreier oder zumindest störungsarmer Fortpflanzungsstätten während der Fortpflanzungszeit vom 15. Februar bis zum 15. Juli.

#### Schwarzkehlchen(Saxicola rubicola)

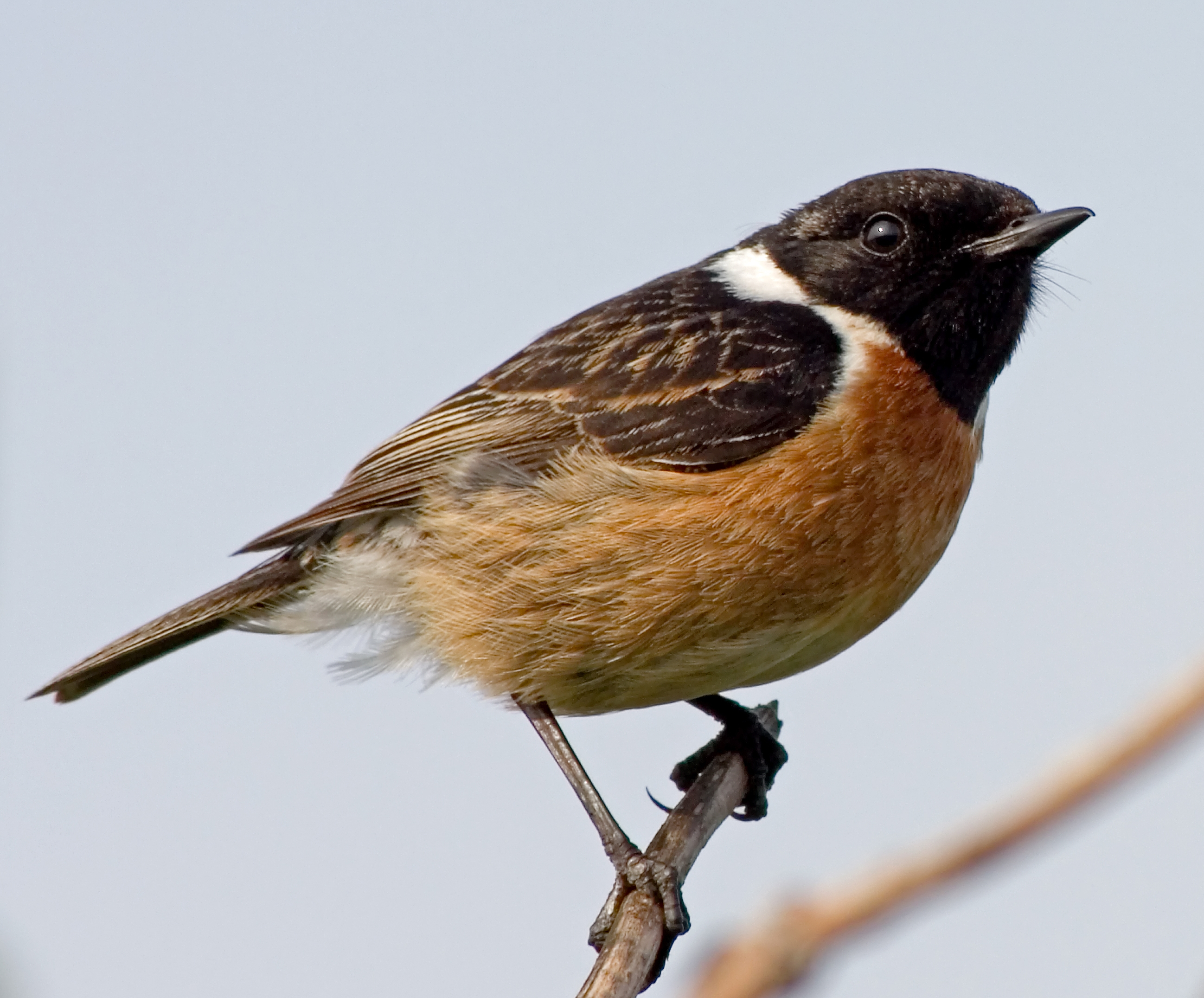
Schwarzkehlchen

Erhaltung der Heiden und Moore, der Ried- und Streuwiesen, Erhaltung von Weg- und Feldrainen, Saumstreifen, Böschungen, kleineren Feldgehölzen, unbefestigten Feldwegen, Rand- und Altgrasstreifen sowie von Brachflächen, von vereinzelten Büschen, Hochstauden, Steinhaufen und anderen als Jagd-, Sitz- und Singwarten geeigneten Strukturen, von Sekundärlebensräumen wie aufgelassene Abbaustätten mit vorgenannten Lebensstätten sowie Erhaltung des Nahrungsangebots, insbesondere mit Insekten und Spinnen.

#### Wachtel(Coturnix coturnix)
Erhaltung einer reich strukturierten Kulturlandschaft, Erhaltung von vielfältig genutztem Ackerland, extensiv genutztem Grünland, insbesondere von magerem Grünland mit lückiger Vegetationsstruktur und hohem Kräuteranteil, von Gelände-Kleinformen mit lichtem Pflanzenwuchs wie Zwickel, staunasse Kleinsenken, Dolinen-Einbrüche, quellige Flecken, Kleinmulden, Steinfelder, Magerrasen-Flecken und Steinriegel, von wildkrautreichen Ackerrandstreifen und kleineren Brachen, Gras-, Röhricht- und Staudensäumen sowie Erhaltung des Nahrungsangebots, insbesondere mit verschiedenen Sämereien und Insekten.

#### Wasserralle(Rallus aquaticus)

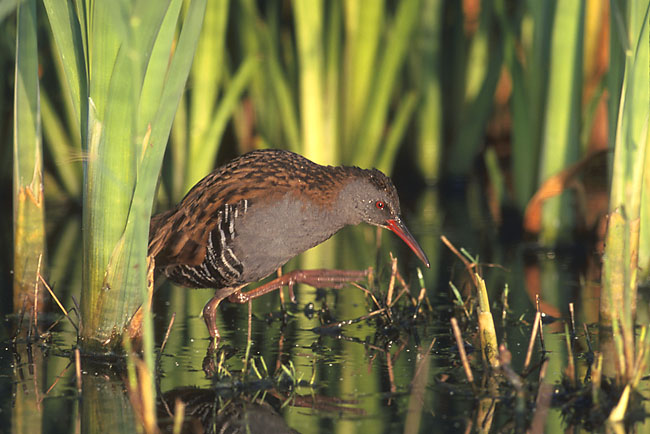
Wasserralle

Erhaltung der stehenden Gewässer mit Flachwasserzonen, der Fließgewässerabschnitte und Wassergräben mit deckungsreicher Ufervegetation, der Riede und Moore mit zumindest kleinen offenen Wasserflächen, der deckungsreichen Verlandungsbereiche mit flach überfluteten Röhrichten, Großseggenrieden und Ufergebüschen, der Lebensräume ohne Gefahrenquellen wie Freileitungen, Erhaltung von Sekundärlebensräumen wie aufgelassene Abbaustätten mit vorgenannten Lebensstätten sowie Erhaltung störungsfreier oder zumindest störungsarmer Fortpflanzungsstätten während der Fortpflanzungszeit (15. März bis 15. September).

#### Zwergtaucher(Tachybaptus ruficollis)

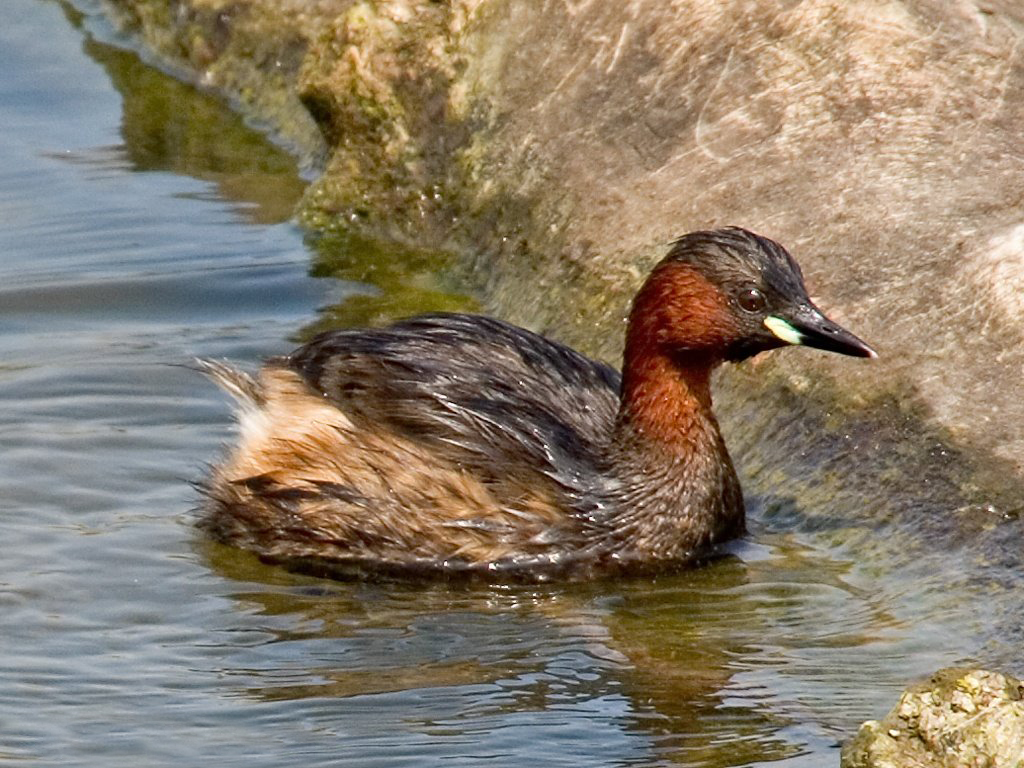
Zwergtaucher

Erhaltung der zumindest stellenweise deckungsreichen Stillgewässer, Feuchtwiesengräben, langsam fließenden Bäche und Wiesengräben, Verlandungszonen mit Röhrichten wie Schilf-, Rohrkolben-, Wasserschwaden- oder Rohrglanzgrasbestände, Erhaltung einer Wasserqualität, die gute Sichtbedingungen für den Beutefang gewährleistet, Erhaltung von Sekundärlebensräumen wie aufgelassene Torfstiche mit vorgenannten Lebensstätten sowie Erhaltung störungsfreier oder zumindest störungsarmer Fortpflanzungsstätten während der Fortpflanzungszeit (15. Februar bis 15. September).

## Zusammenhang mit anderen Schutzgebieten
Mit dem Vogelschutzgebiet Wurzacher Ried sind das FFH-Gebiet „Wurzacher Ried und Rohrsee“ (8025-341) und das Naturschutzgebiet „Wurzacher Ried“ (4.035) als zusammenhängende Schutzgebiete ausgewiesen.